# Pape Sarr
Pape Sarr (Dakar, 7 dicembre 1977) è un ex calciatore senegalese, di ruolo centrocampista.

## Carriera
Ha giocato per il Association Sportive de Saint-Étienne Loire e per il Lens, entrambi in Francia. Sarr attualmente gioca nel Paris FC nel Championnat National, terza divisione francese. Ha partecipato anche ai mondiali 2002 dove il Senegal raggiunse i quarti di finale. Ha giocato in tutto 54 gare con la nazionale segnando 3 gol.